# Andelsselskabet Trifolium (The Danish Estates' Butter Factory)
 For alternative betydninger, se Trifolium (flertydig). (Se også artikler, som begynder med Trifolium)
Andelsselskabet Trifolium (The Danish Estates' Butter Factory) og Trifoliums Mælkeforsyning var et dansk andelsmejeri.
Den 1. november 1899 begyndte andelsselskabet Trifolium sin virksomhed med mejeriet i Haslev på initiativ af nogle store godser og forpagtergårde. Året efter startedes et mejeri i Fakse og et i Dalmose. I 1901 etableredes mælkeforsyningen på Frederiksberg, i 1902 et engroslager i København for afsætning af produkterne og i 1906 et lignende engroslager i Aarhus. Endvidere startedes i 1907 et mejeri i Maribo. I 1950 gennemførte selskabet en omfattende modernisering og rationalisering, og bestod herefter af mælkeforsyningen på Frederiksberg samt et i Maribo beliggende hypermoderne produktions- og konsummælksmejeri, der toges i brug i slutningen af nævnte år.
I 1926 blev Trifolium kongelig hofleverandør, men må have mistet denne status igen før 1950.
Mælkeforsyningen lå på Fabrikvej (nu Stæhr Johansens Vej), hvor der 1908 blev opført bygninger til formålet. De blev revet ned i 1970'erne og erstattet af Frederiksberg Tekniske Skole.
Trifolium producerede også konsumis under eget varemærke, Trifolium Is, som i 1979 blev solgt til Frisko Is.
I 1950 var formanden for bestyrelsen: kammerherre, hofjægermester, baron Carl August Blixen-Finecke, R. af Dbg. (1889-1954) og direktøren: Georg Pedersen, R. af Dbg. (1896-1976).
Danmarks Tekniske Museum har en elektrisk mælkebil, en Morrison Electricar, som har kørt for Trifolium.